# Jaywalkin'
Jaywalkin' è una raccolta di brani del tenorsassofonista J.R. Monterose, pubblicato dall'etichetta spagnola Fresh Sound Records nel 2001.

## Tracce
1. Jaywalkin' – 4:40 (J.R. Monterose) – Registrato il 9 marzo 1955 a New York City
2. Spice – 2:39 (Wade Legge) – Registrato il 9 marzo 1955 a New York City
3. Bradley's Beans – 3:19 (Wade Legge) – Registrato il 9 marzo 1955 a New York City
4. Sugar Hips – 3:23 (Wade Legge) – Registrato il 9 marzo 1955 a New York City
5. Brainwasher – 2:43 (Phil Sunkel) – Registrato il 9 marzo 1955 a New York City
6. My Old Flame – 4:52 (Arthur Johnston, Sam Coslow) – Registrato il 25 febbraio 1955 a New York City
7. Mood for Mitch – 5:16 (Ralph Sharon) – Registrato nel giugno del 1955 a New York City
8. Manhattan – 3:06 (Richard Rodgers, Lorenz Hart) – Registrato nel giugno del 1955 a New York City
9. Plutocrat at the Automat – 3:02 (Ralph Sharon) – Registrato nel giugno del 1955 a New York City
10. Have You Met Miss Jones? – 3:16 (Richard Rodgers, Lorenz Hart) – Registrato nel giugno del 1955 a New York City
11. Man on the Couch – 3:16 (Ralph Sharon) – Registrato nel giugno del 1955 a New York City
12. There's a Small Hotel – 3:12 (Richard Rodgers, Lorenz Hart) – Registrato nel giugno del 1955 a New York City
13. Love Walked In – 2:44 (George Gershwin) – Registrato nel giugno del 1955 a New York City
14. Darn That Dream – 3:08 (Eddie DeLange, Jimmy Van Heusen) – Registrato nel giugno del 1955 a New York City
15. Slightly Oliver – 3:08 (Ralph Sharon) – Registrato nel giugno del 1955 a New York City
16. It Don't Mean a Thing – 4:06 (Irving Mills, Duke Ellington) – Registrato nel novembre del 1956 a New York City
17. A Fine Romance – 3:00 (Irving Fields, Jerome Kern) – Registrato nel novembre del 1956 a New York City
18. Mynah Lament – 5:52 (Ralph Sharon) – Registrato nel novembre del 1956 a New York City
19. That Goldblatt Magic – 4:40 (Ralph Sharon) – Registrato nel novembre del 1956 a New York City

Durata totale: 69:22

## Musicisti
Brani #1 / #2 / #3 / #4 / #5 e #6:
- J.R. Monterose - sassofono tenore
- Phil Sunkel - tromba
- Wade Legge - pianoforte
- Doug Watkins - contrabbasso
- Bill Bradley - batteria

Brani #7 / #8 / #9 / #10 / #11 / #12 / #13 / #14 e #15:
- J.R. Monterose - sassofono tenore
- Ralph Sharon - pianoforte
- Teddy Charles - vibrafono
- Joe Puma - chitarra
- Charles Mingus - contrabbasso
- Kenny Clarke - batteria

Brani #16 / #17 / #18 e #19:
- J.R. Monterose - sassofono tenore
- Ralph Sharon - pianoforte
- Eddie Costa - vibrafono
- Joe Puma - chitarra
- Milt Hinton - contrabbasso
- Jo Jones - batteria